# Nicolas II Radziwiłł
Mikołaj II Radziwiłł (en lituanien: Mikalojus Radvila) (1470–1521), fils de Mikołaj Radziwiłł et de Zofia Anna Monwind. Il fut grand chancelier de Lituanie.

## Mariages et descendance
Il épouse Élisabeth Anna Sakowicz six enfants:
- Mikołaj (14xx-1529), évêque de Samogitie
- Jan (1492-1542), vice échanson de Lituanie, senior de Samogitie.
- Zofia, épouse de Jan Zabrzeziński (en), grand maréchal de Lituanie (1498–1508)
- Stanisław
- Helena
- Elżbieta

## Crédits
- (en) Cet article est partiellement ou en totalité issu de l’article de Wikipédia en anglais intitulé « Mikołaj II Radziwiłł » (voir la liste des auteurs).